# Scaphispatha
Scaphispatha é um género botânico pertencente à família Araceae.